# عبد الله بن سعيد اللحجي
عبد الله بن سعيد بن محمد عُبادي اللحجي الحضرمي الشحاري ولد في اليمن سنة 1343هـ  وتوفي في مكة المكرمة سنة 1410هـ.تربّى على حبّ العلم منذ صغره وحفظ القرآن الكريم على يد والده كماحفظ بعض المتون الأخرى.

## نشأته
ولد الشيخ عبد الله بن سعيد بن محمد العبادي الحضرمی الشحاری فقيه، ومفتي الشافعية في مكة المكرمة في 1343 هـ في منطقة لحج في دولة اليمن.

## رحلاته لطلب العلم
في عام 1358هـ رحل رحمه الله إلى المراوعة، وبقي هناك فترة من الوقت يدرس على علمائها، ويأخذ عنهم مختلف العلوم الشرعية، وقد درس فيها على الشيخ عبد الرحمن بن محمد الأهدل، ولازمه أكثر من عشر سنوات، وقرأ عليه كثيرا من الكتب، واستفاد منه فائدة كبيرة، وكان طيلة عشر سنوات لم يكد يفوته درس من دروسه، وقد قرأ عليه التفسير والحديث والفقه وقواعد الفقه والعقائد وغيرها، وأجازه إجازة عامة بكل ماتجوز له روايته وكتب له الإجازة بخطه، ومن مشايخه:
- الشيخ عبد الرحمن بن حسن بن عبد الله الأهدل، درس عليه الفقه والحديث وغيرهما وأجازه إجازة عامة.
- الشيخ محمد حسن هند الأهدل ولازمه واستفاد منه كثيرا وقد أجازه كذلك إجازة عامة.[2]

## قدومه لمكّة المكرّمة والمجاورة وملازمة مشايخه فيها
في عام 1374هـ قدم مكة المكرمة للحج وبقي فيها عاما واحدا عاد بعدها إلى اليمن، وقد قرأ في هذه المدة الوجيزة على الشيخ علوي المالكي ولازمه سنة كاملة.
وفي عام 1377هـ قصد مكة المكرمة مرة أخرى للحج ثم المجاورة، وبقي فيها حتى وفاته رحمه الله، وبقي ملازما للشيخ علوي المالكي ملازمة تامة، وقرأ عليه في المسجد الحرام وفي بيته كتبا كثيرة.

## دروسه
عقد الشيخ حلقة للتدريس في المسجد الحرام بعد أن لازم العلماء وأخذ عنهم، ونال حظا وافرا من العلوم الشرعية، وكانت حلقته بين باب الندوة وباب الشامي، كما كان يدرس في منزله، ودروسه كانت في الصحيحين، ومنهاج الطالبين، وله طلاب كثيرون من كافة المناطق، ومنهم محمد بن علوي المالكي، وقد لازمه بأمر من أبيه، ومنهم الدكتورأحمد عبد العزيز الحداد، والسيد محمد حسين هاشم القديمي، والسيد قاسم الأهدل، وغيرهم، وإضافة إلى تدريسه بالمسجد الحرام كان رحمه الله مدرسا بالمدرسة الفخرية، كما درس عامين في دار العلوم الدينية، وكذلك درس رحمه الله في الصولتية أكثر من ثلاثة وعشرين عاما.
كان رحمه الله معروفا بالأخلاق العالية، وكان يلقى الناس بودّ وحبّ فأحبه الناس، كما كان حريصا على اقتناء الكتب النفيسة عامة، وكتب الحديث والتاريخ خاصة، وكان يعتني بالنسخة التي لديه ويبحث عن النسخ القديمة ويقابلها بالنسخة المطبوعة ويضبطها.

## مؤلفاته
له مؤلفات عديدة من أهمها:
- إيضاح القواعد الفقهية لطلاب المدرسة الصولتية. مطبعة المدني، 1388هـ.
- المرقاة إلى الرواية والرواة. المطبعة السلفية ومكتبتها، 1969م.
- منتهى السؤل على وسائل الوصول إلى شمائل الرسول عليه الصلاة السلام. دار المنهاج، الطبعة الثالثة 1426هـ.[2]

## وفاته
توفي الشيخ عبد الله بن سعيد بن محمد العبادي الحضرمی في مكة المكرمة سنة 1410هـ.